# Ivan Nikčević
Ivan Nikčević; cyr. Иван Никчeвић (ur. 11 lutego 1981 w Nikšiciu), serbski piłkarz ręczny grający jako lewoskrzydłowy, reprezentant kraju. Występował w Lidze ASOBAL, w drużynie Cuatro Rayas Valladolid. W latach 2012–2016 był zawodnikiem Orlen Wisły Płock.

## Sukcesy

### reprezentacyjne
- Mistrzostwa Europy:
  -  2012

### klubowe
- Mistrzostwa Hiszpanii:
  -  2010
  -  2011, 2012, 2013
- Klubowe mistrzostwa świata:
  -  2010, 2012
- Liga Mistrzów:
  -  2011, 2012
  -  2010
- Superpuchar Hiszpanii:
  -  2010, 2011, 2012
- Puchar Króla:
  -  2011, 2013, 2013